# Edicto perpetuo de 1577
El Edicto Perpetuo (también conocido como el tratado de Marche-en-Famenne) firmado por don Juan de Austria el 7 de enero de 1577 es un documento por el que se reconoce el contenido de los acuerdos de la Pacificación de Gante entre la Corona española y los Estados Generales de las provincias de los Países Bajos. Pretendía poner fin a la guerra de los Ochenta Años.
Mediante el edicto, los firmantes se comprometían a:
- Aceptar los acuerdos contenidos en la Pacificación de Gante;
- Las provincias rebeldes reconocerían a Felipe II como su rey y a Don Juan de Austria como su tutor;
- El respeto al catolicismo de las provincias rebeldes;
- Los tercios españoles, italianos, alemanes y borgoñones deberían abandonar los Países Bajos (con la excepción del Ducado de Luxemburgo) veinte días después de la ratificación del edicto por Felipe II. Tampoco se abandonaría la ciudad católica de Roermond, lo que provocó un fallido asedio de los Estados entre octubre de 1577 y enero de 1578;[1]
- Ambas partes firmantes renunciarían a toda alianza contraria al edicto;
- Amnistía general.

La llegada del archiduque Matías con la pretensión de erigirse en gobernador de los Países Bajos, la utopía del retorno al catolicismo de las provincias ya mayoritariamente protestantes y las diferencias entre católicos y protestantes dentro de los mismos rebeldes convirtieron al Edicto Perpetuo en papel mojado. Juan de Austria ocuparía las ciudadelas de Givet y Namur el 24 de julio de ese mismo año. Reiniciándose una guerra que solo se interrumpiría treinta años después con la Tregua de los doce años.